# قشلاق قره دره اسم خان اسد
قشلاق قره دره اسم خان اسد یک روستا در ایران است که در استان اردبیل واقع شده‌است. قشلاق قره دره اسم خان اسد ۱۴ نفر جمعیت دارد.